# Питтен
Питтен (нем. Pitten) — ярмарочная коммуна (нем. Marktgemeinde) в Австрии, в федеральной земле Нижняя Австрия.
Входит в состав округа Нойнкирхен. Население составляет 2379 человек (на 31 декабря 2005 года). Занимает площадь 13,08 км². Официальный код — 31823.

## Политическая ситуация
Бургомистр коммуны — Гюнтер Морав (СДПА) по результатам выборов 2005 года.
Совет представителей коммуны (нем. Gemeinderat) состоит из 21 места.
- СДПА занимает 13 мест.
- АНП занимает 7 мест.
- Зелёные занимают 1 место.